# پپی لدرر
پپی لدرر (انگلیسی: Pepi Lederer؛ ۱۸ مارس ۱۹۱۰ – ۱۱ ژوئن ۱۹۳۵) هنرپیشه و نویسنده اهل ایالات متحده آمریکا بود. او خواهرزادهٔ ماریون دیویس و خواهر چارلز لدرر بود. پپی لدرر شخصیتی کاریزماتیک اما بی‌قید داشت و سال ۱۹۳۵، در ۲۵سالگی با پریدن از پنجره خودکشی کرد.